# Trioza uniqua
Trioza uniqua är en insektsart som först beskrevs av Caldwell 1940.  Trioza uniqua ingår i släktet Trioza och familjen spetsbladloppor. Inga underarter finns listade i Catalogue of Life.